# Чорна п'ятниця (вечірка)
У Великій Британії «Чорна п'ятниця» — історична назва останньої п'ятниці перед Різдвом, поширена серед аварійних служб, оскільки, це — найпопулярніша ніч для святкування різдвяних свят в офісах. Саме тому, це — найнасиченіша ніч в році для швидкої допомоги та поліції. Тим не менш, більша частина Великої Британії, у тому числі Камбрія, Тайн і Уїр, графство Дарем, Північний Йоркшир, Нортумберленд, Східна Англія, Північна Ірландія та Шотландія, називають цей день п'ятницею «чорних очей», через надмірну кількість бійок в барах, пабах і клубах області.
У 2013 році у деяких частинах Південного Йоркширу й Західного Мідленду цей день почав називатися Божевільною п'ятницею або п'ятницею будівників, ймовірно, для того, щоб уникнути плутанини з такою подією, як американський шопінг наприкінці листопада, який також називається Чорною п'ятницею. Багато дрібних торговців почали застосовувати цю назву у своїй сфері у 2012—2013 роках, зазвичай це — останній день роботи для багатьох працюючих на будівництві.

## Значення безпеки та профілактичні заходи
До початку урочистостей працівники поліції і швидкої допомоги починають готуватися до Божевільної п'ятниці ще з початку грудня. Карети швидкої допомоги розміщені по цілому кварталі і також працюють «п'яні відсіки» в міських центрах, щоб полегшити навантаження на лікарні та поліцейські відділення. Деякі високоорганізовані мобільні пристрої високого класу з вісьмома ліжками, сидіннями з ременями і двома душами, і які коштують приблизно до £ 500000, можуть обстежувати до 11 пацієнтів одночасно. У Манчестері, тимчасові металошукачі або «арки ножів» зводяться в жвавих частинах міста, щоб запевнити громадськість, що ніяка зброя не допускається.
Дещо здається може бути підкупленим. Це засоби масової інформації. У грудні 2013 року, поліція Великого Манчестера підвищили використання хештегу MadManFriday, щоб продемонструвати деякі з речей, які неприємні гуляки могли б зробити, думаючи, що поліція завадить їм знову публічно пити в наступному році. Почин нічного життя почав християнську кампанію «StaySafe», щоб надихнути на відповідну поведінку за допомогою засобів масової інформації. Звіт про урочистості 2014 року зазначає, що дивна поведінка знизилась, а в результаті підвищилась обізнаність про згубні наслідки завдяки повідомленням, які розсилають засоби масової інформації.